# تشارسك
تشارسك ( (بالقازاقية: Шар)‏ وأحياناً تلفظ شار (بالروسية: Чарск)‏ هي بلدة في منطقة زارما في أوبليس شرق كازاخستان.
تقع تشارسك على الضفة اليسرى لنهر شار، الرافد الأيسر لنهر إيرتيش. وقد نشأ اسم المدينة من اسم النهر.
يبلغ عدد السكان: 8,156 (تقديرات 2009)

## التاريخ
تأسست تشارسك كمحطة سكة حديد على سكة حديد تركستان - سيبيريا. حتى عام 1963 كانت تُعرف باسم مستوطنة تشارسكاي.
في ذلك الوقت كانت جزءا من سيميبالاتينسك أوبلاست والتي تحولت في عام 1920 إلى محافظة سيميبالاتينسك
في 17 يناير 1928 ألغيت محافظة سيميبالاتينسك وأصبحت تشارسكاي جزءًا من منطقة زارما الواقعة في منطقة سيميبالاتينسك أوكروغ ضمن جمهورية كازاخستان الاشتراكية السوفيتية المستقلة.
في 17 ديسمبر 1930 ألغيت أوكروغ، وأصبحت المقاطعات تابعة للجمهورية مباشرة.
في 20 فبراير 1932 تم إنشاء شرق كازاخستان أوبلاست ، وأصبحت منطقة زارما من المنطقة.
في 14 أكتوبر 1939 تم فصل سيميبالاتينسك أوبلاست عن شرق كازاخستان أوبلاست، وتم نقل منطقة زارما إلى سيميبالاتينسك. 
في 16 أكتوبر 1939 تم إنشاء منطقة تشارسكاي، مع وجود المركز الإداري فيها تم تقسيم المنطقة عن منطقة زارما. 
في عام 1963 تم منح تشارسكاي وضع المدينة وأعيدت تسميتها إلى تشارسك 
في عام 1964 تم دمج المنطقة ضمن منطقة زارما، وأعيد تأسيسها في 10 مارس 1972.
في 3 مايو 1997 تم إلغاء منطقة سيميبالاتينسك ودمجها في منطقة شرق كازاخستان.
في 23 مايو 1997 ألغيت منطقة تشارسك ودمجت ضمن منطقة زارما.

## الاقتصاد

### الصناعة
تخدم صناعة تشارسك بشكل أساسي محطة السكك الحديدية. 

### المواصلات
في تشارسك، توجد محطة سكة حديد على سكة حديد تركستان - سيبيريا تربط نوفوسيبيرسك وألماتي، على امتداد يمتد بين سيمي وأياغوز. يوجد أيضًا خط سكة حديد يربط بين تشارسك و أوسكمان .
وفي السابق كان أوسكمان متصلًا فقط بالسكك الحديدية في باقي كازاخستان عبر روسيا.
في عام 2008 تم الانتهاء من الممر الالتفافي بين أوسكمان وتشارسك.
يمكن لـ تشارسك الوصول إلى طريق إم38 السريع، الذي يمتد بين الحدود الصينية والروسية عبر سيمي و بافلودار كما يمكن أيضاً الوصول إلى أوسكمان عبر طريق إم 38 السريع.